# Hugo Passalacqua
Hugo Mario Passalacqua (Oberá, 20 de noviembre de 1957) es un político y docente argentino quien es el actual gobernador de la provincia de Misiones, cargo que ejerció anteriormente desde el 2015 hasta el 2019. Desde el 10 de diciembre de 2019 hasta el 10 de diciembre de 2023, ocupó la Vicepresidencia de la Cámara de Representantes de la Provincia de Misiones.

## Carrera

### Comienzos
Nació en Oberá, siendo hijo de un periodista y de la reconocida docente de origen genovés, María Teresa Morchio. Realizó sus estudios primarios y secundarios en aquella ciudad, y luego se trasladó a Buenos Aires, donde se recibió de Licenciado en Comunicación Social en la Universidad del Salvador. Siendo estudiante universitario, comenzó su militancia en la Juventud Radical, agrupación de la cual presidió la comisión de Relaciones exteriores.
De regreso a Misiones se radicó nuevamente en Oberá, donde continuó con su militancia radical, y se desempeñó como docente de la Universidad Nacional de Misiones. Llegó a ser vicedecano de la Facultad Artes y Diseño de aquella institución, cuya sede principal se encuentra en aquella ciudad.

### Funcionario provincial
Participó en la fundación del Frente Renovador de la Concordia Social, buscando respaldos radicales para la reelección del gobernador Carlos Rovira. Electo por el flamante partido local, Rovira lo designó Ministro de Educación y Cultura para su segundo mandato en 2003, cargo en el que se mantuvo con la llegada de Maurice Closs —también radical renovador— a la gobernación. Dejó el cargo al ser electo Diputado provincial en 2009. En 2011 deja el puesto de diputado para asumir como Vicegobernador de Closs, quien lo llevó como compañero de fórmula para su reelección.
Se postuló a Intendente de Oberá en 2007, sin embargo, no resultó elegido.

### Gobernador de Misiones (2015-2019, 2023-presente)

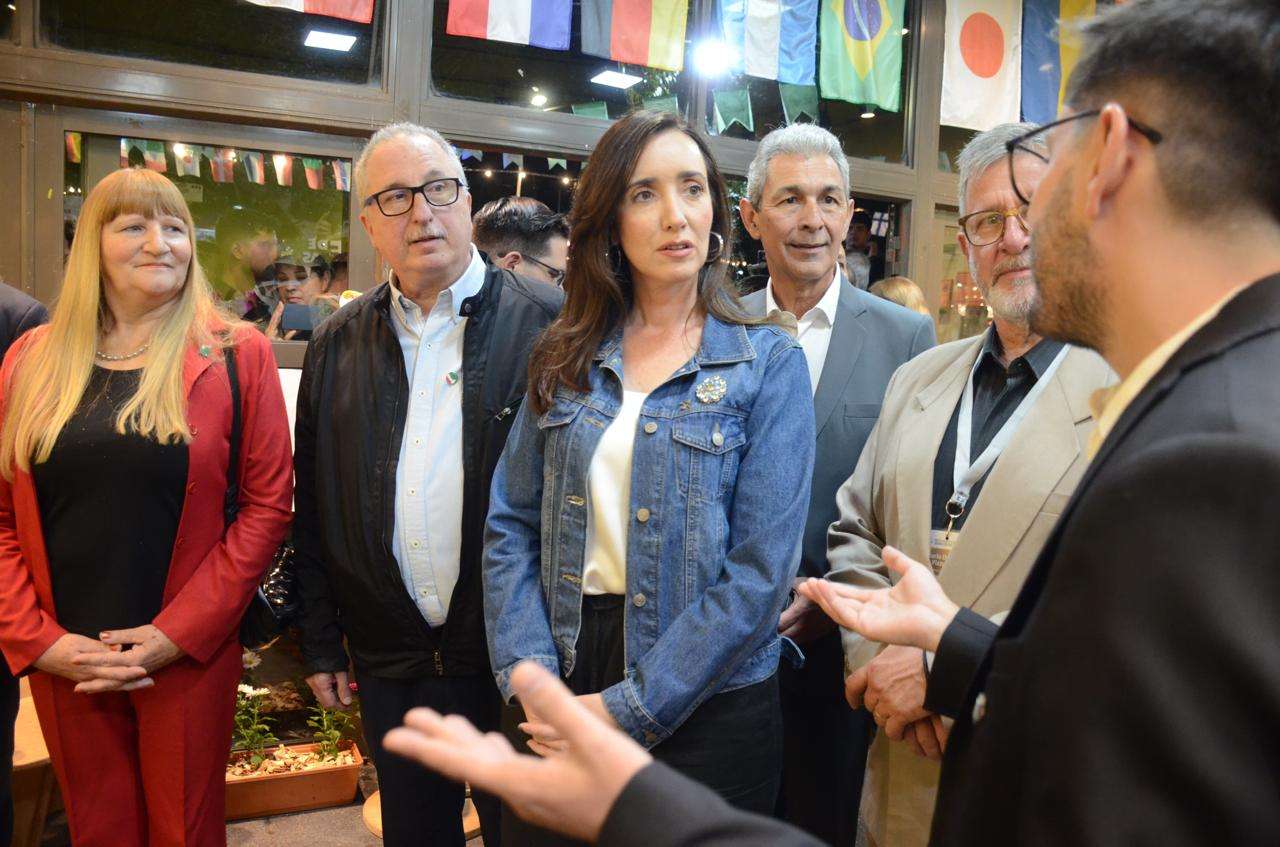
Passalacqua con Victoria Villarruel en septiembre de 2024.

Fue elegido Gobernador por la provincia de Misiones por el Frente Renovador de la Concordia Social en las elecciones generales del 25 de octubre de 2015 y asumió el 10 de diciembre de 2015 en el cargo.
En las elecciones provinciales de 2023 vuelve a ser electo para gobernador teniendo como vicegobernador al joven Lucas Romero Spinelli.

## Vida privada
Está casado con Viviana Rovira, prima hermana del exgobernador Carlos Rovira, que en las sucesivas gestiones de este y Maurice Closs, se desempeñó como Ministra de Ecología.